# 真話的清高
真話的清高是香港女歌手炎明熹的出道作，於2021年9月20日由星夢娛樂作數位發行，歌曲推出後於勁歌金榜成為雙週冠軍，於中文歌曲龍虎榜及新城勁爆流行榜登上冠軍，並在903專業推介登上亞軍，令炎明熹成為少數以第一首派台作獲得三個主流榜單或以上的冠軍歌之女新人，歌曲的音樂錄影帶推出後突破620萬次點擊率。
炎明熹憑着本歌曲首次在《香港金曲頒獎典禮》奪得「香港金曲金曲奬」。

## 歌曲背景
作為炎明熹的出道作品，歌曲故事講述一段充滿謊言的感情。監製韋景雲為她特意挑選一首由外國團隊所寫的曲，是一首名副其實的「唱將式情歌」。
|          | 首歌係切切實實由幾個住在英國作曲家的作品，係原創並不是翻唱的。正式踏入錄音室的Gigi，無論歌唱技巧或感情表達都大有進步，完美地演繹故事中主⻆的糾結，好滿意。 |
| ——韋景雲 | |

## 曲目
1. 真話的清高
  - 作曲：Raphaella Mazaheri-Asadi、Luke Juby、Harry Rutherford
  - 作詞：黃厚霖
  - 編曲：Luke Juby
  - 監製：韋景雲

## 歌曲列表
| 線上下載 串流媒體 | 線上下載 串流媒體 | 線上下載 串流媒體 |
| 曲序              | 曲目              | 时长              |
| ----------------- | ----------------- | ----------------- |
| 1.                | 真話的清高        | 3:46              |

## 製作團隊
資料來自《真話的清高》音樂錄影帶於YouTube的說明文字。
- 作曲：Raphaella Mazaheri-Asadi / Luke Juby / Harry Rutherford
- 填詞：黃厚霖
- 編曲：Luke Juby
- 監製：韋景雲
- 鋼琴：Luke Juby
- 弦樂器：Luke Juby
- 電貝斯：Luke Juby
- 鼓：Luke Juby / Harry Rutherford
- 電吉他：Harry Rutherford
- 和音：炎明熹 / 韋雄 / Luke Juby / Raphaella Mazaheri-Asadi
- 樂器錄製：Harry Rutherford & Luke Juby 在 The Farm, Chiddingfold（英语：The Farm (recording studio)）, UK
- 主音錄製：Strawberry Fung@TVB錄音室
- 和音錄製：Strawberry Fung@TVB錄音室 / 韋景雲 在 Key Music Studio / Harry Rutherford & Luke Juby 在 The Farm, Chiddingfold, UK
- 混音：韋景雲 在 Key Music Studio
- 母帶：Nathan Dantzler 在 thehitlab
- 母帶助理：Hallie Melton 在 thehitlab

## 宣傳
《真話的清高》推出後，星夢娛樂安排在銅鑼灣及尖沙咀購入兩個大型電視廣告播放新歌的宣傳。炎明熹官方後援會亦為其購入巴士燈箱廣告應援造勢，並推出印有《真話的清高》廣告的巴士模型。
2021年10月9日，炎明熹出席《善心滿載仁愛堂》籌款晚會，除獻唱《真話的清高》外，更即場宣布為其MV製作特輯化為非同質化代幣（NFT），為仁愛堂籌款。星夢娛樂集團行政總裁何麗全表示，星夢娛樂首次跨界踏足加密數碼藝術市場，為炎明熹推出個人首項NFT作品。

## 電台派台成績

### 香港
| 週榜單（2021年） | 最高 名次 |
| ---------------- | --------- |
| 勁歌金榜         | (1)       |
| 903專業推介      | 2         |
| 中文歌曲龍虎榜   | 1         |
| 新城勁爆流行榜   | 1         |

- （(1)）兩週冠軍

### 其他
| 地區   | 榜單                                      | 最高排名 |
| ------ | ----------------------------------------- | -------- |
| 中国   | 廣東廣播電視台音樂之聲粵語歌曲排行榜      | 1        |
| 中国   | 廣州電台勁歌王2021年第51周960期歌曲排行榜 | 1        |
| 加拿大 | 加拿大至 HIT 中文歌曲排行榜               | 2        |

## 串流平台榜單表現

### 日榜
| 地區 | 音樂串流平台 | 榜單         | 最高排名 |
| ---- | ------------ | ------------ | -------- |
| 香港 | iTunes       | 熱門歌曲榜   | 1        |
| 香港 | KKBOX        | 本地新歌日榜 | 8        |
| 香港 | MOOV         | 日日新歌榜   | 19       |

### 週榜
| 地區 | 音樂串流平台 | 榜單       | 最高排名 |
| ---- | ------------ | ---------- | -------- |
| 香港 | Joox         | 新歌推介榜 | 3        |

## 軼事
2022年2月，有網民引述YouTube Music「音樂排行榜與音樂數據分析」數據，發現近90天炎明熹歌曲的點擊數有約544萬，以「播放次數最多的國家／地區」計算，有183萬來自香港，剩餘的點擊數來自澳門、印度、印尼等地，甚至有關係緊張的俄羅斯及烏克蘭。若以「播放次數最多的城市」計算，則香港排名第一。有網民認為一些用戶因收費比香港或其他地區便宜，加上希望享用付費會員的無廣告播放福利，而靠VPN翻牆到印度版YouTube登記做付費會員，並不代表有印度籍觀眾觀看。而其後炎明熹的個人歌曲《焰》歌詞「點擊可以是罪名 試試放鬆行事」，及所屬組合After Class的合唱歌曲《Not Givin' Up》歌詞「點擊率多少都是你」，均涉及對點擊數的看法。

## 迴響
《真話的清高》官方音樂影片通過官方頻道「星夢娛樂 The Voice Entertainment Group」被上載至YouTube，首播後一日便已登上熱門第2位及熱門音樂影片第2位。點擊率亦持續上升，於10月14日達100萬點擊率，於2022年1月31日達500萬點擊率。
2022年，無綫電視節目《聲夢JUNIOR》的兩位參賽者冼奕瑜及劉芷晴不約而同地選擇這首歌曲為決賽表演曲目。

## 評價
樂評自媒體「年粵日」的樂評人在著作中對歌詞作出分析，他們指出詞中女主角面對著一段充滿謊言的愛情，她已看透伴侶的虛假，但並沒有拆穿，詞中「你不需冷淡」、「不必再問」、「不懂得請跟我說別客套」等祈使句塑造出一種冷酷嚴厲的形象，歌詞反映她對結束戀情已作出決斷。而此歌在開始約四十秒便進入副歌，在流行情歌中屬於罕見的結構，副歌第一句「懂不懂真話的清高？」更是「快、狠、準」地佔據道德高點，對說謊的伴侶作出控訴。但後段「講一聲真話好不好」等語卻又展現了女主角脆弱及無奈的一面，更人性化。對於未成年的炎明熹對此歌的演繹，他們認為其「渾厚磁性」的聲線，有效配合歌詞的理性決斷，像是「理性抑制了她情緒的爆發」，散發出不符本身年齡的成熟氣質。

## 獎項
| 年份   | 頒獎典禮                   | 獎項           | 結果 |
| ------ | -------------------------- | -------------- | ---- |
| 2022年 | 香港金曲頒獎典禮 2021/2022 | 香港金曲金曲奬 | 獲獎 |

## 資料來源
1. ↑  劉傳謙. . 香港01. 2021-11-15  [2022-02-01]. （原始内容存档于2021-11-28） （中文（香港））.
2. 1 2  趙允琳. . 香港01. 2021-09-16  [2022-02-01]. （原始内容存档于2021-10-20） （中文（香港））.
3. ↑  . 明報OL網.   [2022-02-01] （中文（繁體））.
4. ↑  黃欣華. . 香港01. 2021-09-15  [2022-02-01]. （原始内容存档于2021-10-09） （中文（香港））.
5. ↑  頭條日報. . 頭條日報 Headline Daily.   [2022-02-01]. （原始内容存档于2021-09-21） （英语）.
6. 1 2  . www.bastillepost.com. 2022-02-04  [2022-02-04].
7. ↑  . topick.hket.com.   [2022-02-01]. （原始内容存档于2021-11-14）.
8. 1 2  . topick.hket.com.   [2022-02-01]. （原始内容存档于2021-10-19）.
9. ↑  . 明報OL網.   [2022-02-01]. （原始内容存档于2022-01-09） （中文（繁體））.
10. ↑  . topick.hket.com.   [2022-02-01]. （原始内容存档于2022-02-02）.
11. 1 2  . www.lemonmusic.com.hk.   [2022-02-01]. （原始内容存档于2022-02-02）.
12. ↑  . www.rthk.hk.   [2022-02-01]. （原始内容存档于2021-11-21） （中文（繁體））.
13. ↑  . www.lemonmusic.com.hk.   [2022-02-01].
14. ↑  ,   [2021-11-12], （原始内容存档于2021-11-13） （中文（中国大陆））
15. ↑  .   [2021-12-22]. （原始内容存档于2021-12-22） （中文（中国大陆））.
16. ↑  . 加拿大中文電台 | AM1470  FM96.1.   [2021-11-12]. （原始内容存档于2020-09-10）.
17. ↑  . topick.hket.com.   [2022-02-01]. （原始内容存档于2021-11-14）.
18. ↑  . skypost.ulifestyle.com.hk.   [2022-02-01] （中文）.[]
19. ↑  . KKBOX 風雲榜榜單.   [2022-02-18]. （原始内容存档于2022-04-22） （中文（香港））.
20. ↑  am730. . am730.   [2022-02-06]. （原始内容存档于2022-07-09） （中文（香港））.
21. ↑  劉傳謙. . 香港01. 2022-02-05  [2022-02-06]. （原始内容存档于2022-07-09） （中文（香港））.
22. ↑  . hk.news.yahoo.com.   [2022-02-07]. （原始内容存档于2022-04-20） （中文（香港））.
23. ↑  . 明周娛樂. 2021-09-24  [2021-10-22]. （原始内容存档于2021-11-18） （美国英语）.
24. ↑  . topick.hket.com.   [2022-03-21]. （原始内容存档于2022-04-04）.
25. ↑  Man仔. . 年粵日  (编). . 香港: 非凡. 2022: 136–138. ISBN 978-988-8807-52-9.